# 矮胡麻草
矮胡麻草（学名：Centranthera tranquebarica）为玄参科胡麻草属下的一个种。